# لانتانا صغيرة الأوراق
لانتانا صغيرة الأوراق (الاسم العلمي: Lantana parvifolia) هي نوع نباتي يتبع جنس اللانتانا من فصيلة اللويزية.